# アケビドコロ
アケビドコロ、またはゴヨウドコロは、ヤムイモの一種。学名Dioscorea pentaphylla。英語名はfiveleaf yamである。原産地は熱帯アジアから東部ポリネシアであり、それ以外の土地では外来種として持ち込まれた。
アケビドコロはつる性植物で、他の植物に反時計回りで絡みつき成長する。つるの長さは10メートルにも達する。葉は交互につき、3つから5つに切れ込みが入っており、最大で10センチメートルに達する。1センチメートル程度の馬蹄形の球根ができ、そこから新しい芽が伸びる。つるは塊茎から成長する。
塊茎には毒があるものの煮れば毒が消え、食用とすることができる。
日本では沖縄県北部に分布するが、現在沖縄県版レッドデータブックにて絶滅危惧IA類に指定され危急種となっている。